# سفيند نيلسن (ملحن)
سفيند نيلسن (بالدنماركية: Svend Nielsen)‏ هو ملحن دنماركي، ولد في 20 أبريل 1937.

## وصلات خارجية
- سفيند نيلسن على موقع ميوزك برينز (الإنجليزية)
- سفيند نيلسن على موقع ميوزك برينز (الإنجليزية)
- سفيند نيلسن على موقع ديسكوغز (الإنجليزية)